# جواهر بنت حمد بن سحيم آل ثاني
الشيخة جواهر بنت حمد بن سحيم آل ثاني، من مواليد (7 ديسمبر 1984 م) و هي زوجة الشيخ تميم بن حمد بن خليفة آل ثاني أمير دولة قطر وابنه عمته وهي إبنه الشيخ حمد بن سحيم آل ثاني و حفيدة وزير الخارجية القطري السابق سحيم بن حمد آل ثاني، وحفيدة أمير دولة قطر السابق الشيخ خليفة بن حمد ال ثاني، تزوجت من أمير دولة قطر الشيخ تميم بن حمد آل ثاني في الثامن من يناير كانون الثاني عام 2005.

## الاهتمامات
من بين أهم اهتمامات الشيخة جواهر بنت حمد آل ثاني هو دعم مختلف الرياضات النسائية وقد أطلقت في العام 2010م بطولة تحمل اسمها لكرة القدم النسائية.

## الأبناء
- الشيخة المياسة (مواليد 18 يناير 2006).
- الشيخ حمد (مواليد 20 أكتوبر 2008).
- الشيخة عائشة (مواليد 24 اغسطس 2010).
- الشيخ جاسم (مواليد 12 يونيو 2012).